# Cuscuta
Warkruid (Cuscuta) is het enige parasitaire plantengeslacht uit de windefamilie (Convolvulaceae). De meer dan 200 soorten worden bijna wereldwijd verspreid, ze voeden zich parasitair met andere plantensoorten. De Latijnse naam cuscuta komt waarschijnlijk uit het Arabisch en is verwant aan het Griekse kadytas ('parasietplant').

## Kenmerken
Alle soorten van het geslacht zijn eenjarige klimmende parasitaire planten, die groeien op hun waardplant in een draadachtige structuur. Per soort verschilt de waardplant.
Na kieming van het zaad wordt er een wortel gevormd. Zodra de zaailing een geschikte waardplant gevonden heeft, verdwijnt de wortel. Vindt de zaailing binnen de eerste paar dagen geen waardplant dan sterft hij.
Wanneer warkruid contact maakt met zijn waardplant, draait de plant zich om zijn gastheer en dringt hij de vaten van stengel met boorwortels binnen.
Hierdoor krijgt warkruid zijn voedingstoffen en heeft de plant geen contact meer nodig met de bodem.
Volwassen planten hebben geen of sterk gereduceerde bladeren (2 mm grote schubjes) en bladgroen is nauwelijks aanwezig. De planten zijn vaak geel, oranje of rood van kleur. De witte bloemen zijn tweeslachtig, radiaal symmetrisch en meestal vier of vijftallig. De bloemkroon is buisvormig.

### Vegetatieve kenmerken
De soort van het geslacht Cuscuta groeit als naar links kronkelende, klimmende en praktisch wortelloze, eenjarige kruidachtige planten. Het zijn volwaardige parasieten die zonder contact met de grond op de waardplanten groeien. Ze zijn verbonden met de gastheer via haustoria die zich langs de lusvormige as van de scheut vormen en deze alle voedingsstoffen ontnemen die het nodig heeft. Als de gastheer persistent is, kunnen ze af en toe zelf persistent groeien. De stengels zijn draadachtig en groenachtig, geel, oranje of roodachtig van kleur. De eigenlijk afwisselende bladeren zijn zo sterk verkleind dat ze meestal niet te zien zijn of slechts uitgesproken worden als ongeveer 2 mm grote schubben. De planten hebben geen wortel. Een verkleinde wortel wordt pas gevormd nadat het zaadje is ontkiemd. Nadat de zaailing een geschikte waardplant heeft gevonden, verwelkt hij. Als de zaailing de eerste dagen geen waardplant vindt, gaat hij dood.
Bloeiwijzen en bloemen
Meestal zijn de bloeiwijzen cymes, die ook kop- of pluimvormig kunnen zijn of uit slechts één bloem bestaan. De bloeiwijzen kunnen vergezeld gaan van maximaal drie schutbladeren. De bloemen zijn tweeslachtig, radiale symmetrie en meestal vier- of vijfvoudig. De veelal min of meer roomwitte kelkblaadjes zijn gedeeltelijk aan elkaar versmolten, maar staan 2/5 tot 3/5 van de lengte vrij van elkaar. De kroon is meestal min of meer wit, de bloemkroonbuis is komvormig tot cilindrisch en kan onder de bloemkroonlobben zijn voorzien van een uitstulping of horizontale ribben. De kelk en vaak ook de kroon staan permanent aan de vrucht, waardoor de kroon dan verwelkt. Tussen de meeldraden bevinden zich meestal schaalvormige lobben die zowel rechtop als naar achteren gebogen kunnen zijn. De eierstok is bovenaan, heeft twee fruitkamers met elk twee eitjes. De twee stijlen zijn meestal vrij van elkaar en zijn permanent op de vrucht, de twee stempels zijn meestal bolvormig.
Vruchten en zaden
De bolvormige tot eivormige capsulevruchten springen niet onregelmatig open of open via een ringscheur nabij de basis. Er kan een onopvallende opening zijn tussen de naalden, in dit gebied worden de vruchten vaak verdikt en/of verhoogd. De vruchten bevatten één tot vier zaden. Als de zaden zijn opgezwollen, hebben ze een papillair oppervlak dat na droging honingraatachtig wordt.

## Systematiek

### Externe systematiek
Cuscuta is het enige parasitaire geslacht in de windefamilie. Eerdere redacteuren hebben het taxon daarom deels in de aparte familie Cuscutaceae geplaatst. Volgens het systeem van de Angiosperm Phylogeny Group wordt Cuscuta nog steeds opgenomen in de Convolvulaceae. Onderzoeken met behulp van moleculair genetische methoden bevestigen deze classificatie. Cuscuta is het enige geslacht van de stam Cuscuteae binnen de Convolvulaceae-familie.

### Interne systematiek
Het geslacht Cuscuta omvat meer dan 200 soorten, die zijn onderverdeeld in drie ondergeslachten. De ongeveer 25 soorten van het ondergeslacht Cuscuta worden gekenmerkt door twee naalden van dezelfde lengte, die volledig vrij van elkaar zijn en conisch overgaan in langwerpige stempels. Het grootste aantal soorten heeft het ondergeslacht Grammica met minimaal 135 tot 140 soorten. De soort heeft twee vrijstaande stijlen van verschillende lengtes, die eindigen in korte, vaak bolvormige littekens. De ongeveer negen soorten van de onderklasse Monogyna hebben gedeeltelijk of volledig versmolten stijlen met bolvormige of langwerpige stempels. De volgende lijst is gebaseerd op de World Checklist of Selected Plant Families, Saša Stefanović en Mihai Costea 2008 en Miguel A. Garciá en María P. Martín 2007, afwijkingen en aanvullingen hierop zijn gemarkeerd met individuele verwijzingen.

## Taxonomie
Warkruid is het enige parasitaire geslacht in de familie van de windeplanten. Het geslacht wordt soms ondergebracht in de Warkruidfamilie (Cuscutaceae). De Angiosperm Phylogeny Group heeft het geslacht echter na moleculair genetisch onderzoek ondergebracht bij de Windefamilie.
Ondergeslacht Cuscuta
Sectie  Pachystigma  Engelm.
- Cuscuta africana Willd.: Het komt voor in de Capensis.
- Cuscuta angulata Engelm.: Het komt voor van de Kaapprovincie tot KwaZulu-Natal.
- Cuscuta natalensis Baker: Komt voor in zuidelijk Afrika.
- Cuscuta nitida E.Mey. Ex Choisy: Het komt voor van de Kaapprovincie tot KwaZulu-Natal.

Sectie Cleistococca Engelm.
- Cuscuta capitata Roxb.: Het komt voor van Zuid-Europees Rusland tot de Altai en de westelijke Himalaya.

Sectie Epistigma Engelm.
- Cuscuta haussknechtii Yunck.: Komt voor in het zuidwesten van Iran.
- Cuscuta kotschyana Boiss.: Het komt voor van Turkije tot Centraal-Azië en Pakistan.
- Cuscuta pedicellata Ledeb.: Het is wijdverbreid in Noord-Afrika, Centraal- en West-Azië en in Zuidoost-Rusland.
- Cuscuta pulchella Engelm.: Komt voor in Irak en Afghanistan.

Sectie Cuscuta
- Cuscuta abyssinica A.Rich.: Komt voor in noordoostelijk tropisch Afrika.
- Cuscuta approximata Bab. (Syn.:  Cuscuta rhodesiana  Yunck.): Komt uit Macaronesië, van het Middellandse Zeegebied tot Siberië en Indochina, van Eritrea tot Zambia, het Arabische schiereiland, Noord-Amerika en het Caribisch gebied.
- Cuscuta atrans Feinbrun: Komt voor op Kreta.
- Cuscuta babylonica Aucher ex Choisy: Het komt voor van Turkije tot Centraal-Azië en Afghanistan.
- Cuscuta balansae Boiss. & Reut. Ex Yunck.: Hij komt van de eilanden van de Egeïsche Zee tot West-Azië en de Arabisch schiereiland, Angola en Socotra.
- Cuscuta brevistyla A.Braun ex A.Rich.: Het komt voor van de Canarische Eilanden tot Tibet.
- Cuscuta castroviejoi M.A.García: Het komt voor in Ethiopië en misschien ook in Somalië.
- Cuscuta epilinum Consecration): Het komt oorspronkelijk voor van Iran tot Centraal-Azië.
- Cuscuta epithymum (L.): Het komt voor van Europa tot het noordwesten van China en Macaronesië.
- Cuscuta europaea (L.): Het komt voor van de gematigde streken van Eurazië tot Noord-India.
- Cuscuta kurdica Engelm.: Het komt voor van Oost-Turkije tot Afghanistan.
- Cuscuta nivea M.A.García: Het komt voor in Spanje, Algerije en misschien ook in Marokko.
- Cuscuta palaestina Boiss.: Het komt voor van het oostelijke Middellandse Zeegebied tot het westen van Iran.
- Cuscuta pellucida Butkov: Het komt voor van Zuid-Europees Rusland tot Centraal-Azië.
- Cuscuta planiflora Ten. (Syn.:  Cuscuta pretoriana  Yunck.): Het komt uit het Middellandse Zeegebied tot in het noordwesten van India, in Macaronesië, van Eritrea tot zuidelijk Afrika en Madagaskar.
- Cuscuta rausii M.A.García: Het komt voor op Karpathos.
- Cuscuta somaliensis Yunck.: Het komt voor van noordoostelijk tropisch Afrika tot Zimbabwe en in Jemen.
- Cuscuta triumvirati Lange: Komt voor in Marokko, Algerije en in de Spaanse Sierra Nevada.

Ondergeslacht Monogyna Engelm. ex Yunck.
- Cuscuta japonica Choisy: Het komt voor van Indochina tot Oost-Azië.
- Cuscuta lehmanniana Bunge: Het komt voor van het noordoosten van Iran tot Centraal-Azië en het noordwesten van China.
- Cuscuta lupuliformis Krock.): Het komt voor van Europa tot Pakistan en Mongolië.
- Cuscuta monogyna Vahl: Het komt voor van Europa tot Pakistan en Mongolië en in Noordwest-Afrika.

Ondergeslacht Grammica (Lour.) Yunck.
- Cuscuta acuta Engelm.: Het komt voor in het westen van Zuid-Amerika in Ecuador inclusief de Galapagos en in het westen van Peru.
- Cuscuta australis R.Br.
- Cuscuta bifurcata Yunck.: Komt voor in zuidelijk Afrika.
- Cuscuta boldinghii Urb.: Het komt voor van Mexico tot Costa Rica en van Florida tot de Caribische eilanden.
- Cuscuta burrellii Yunck.: Komt voor in Brazilië.
- Cuscuta californica Hook. & Arn.: Het komt voor in drie varianten van de Verenigde Staten tot het noordwesten van Mexico.
- Cuscuta campestris Yunck.)
- Cuscuta ceanothi Behr (Syn.:  Cuscuta subinclusa  Durand & Hilg.): Ze komt uit Oregon tot noordwest Mexico.
- Cuscuta cephalanthi Engelm.: Komt voor in Noord-Amerika.
- Cuscuta chapalana Yunck.: Komt voor in het zuidwesten van Mexico.
- Cuscuta chilensis Ker Gawl.: Het komt voor van Argentinië tot Chili.
- Cuscuta chinensis Lam. (Syn.:  Cuscuta applanata  Engelm.): Het komt in twee soorten voor in tropisch Afrika, in Madagaskar, van Azië tot Australië en van de VS tot Mexico.
- Cuscuta cockerellii Yunck.: Komt voor in Peru.
- Cuscuta colombiana Yunck. (Syn.:  Cuscuta aristeguietae  Yunck.)
- Cuscuta compacta Juss. Ex Choisy: Komt voor in het midden en oosten van de Verenigde Staten.
- Cuscuta corniculata Engelm.: Komt voor in Colombia, Venezuela en Brazilië.
- Cuscuta coryli Engelm.: Komt voor in Canada en de VS.
- Cuscuta corymbosa Ruiz & Pav.: Het komt voor van Mexico tot Venezuela en Bolivia.
- Cuscuta costaricensis Yunck.: Het komt voor van Mexico tot Costa Rica en in Venezuela.
- Cuscuta cotijana Costea & I.García: Het komt alleen voor in Mexico.
- Cuscuta cozumeliensis Yunck.: Het komt voor van Zuidoost-Mexico tot Guatemala.
- Cuscuta cristata Engelm.: Komt voor van Zuid-Brazilië tot Noord-Argentinië.
- Cuscuta cuspidata Engelm. & A.Gray: Het komt voor in de VS.
- Cuscuta decipiens Yunck.: Komt voor in Mexico.
- Cuscuta deltoidea Yunck. (Syn.: Cuscuta serruloba Yunck.): Komt voor in het zuidwesten van Mexico.
- Cuscuta denticulata Engelm.: West-VS en Noordwest-Mexico.
- Cuscuta desmouliniana Yunck.: Noordwest-Mexico.
- Cuscuta erosa Yunck.: Arizona tot noordwestelijk Mexico.
- Cuscuta foetida Kunth: Het komt voor in twee varianten in het westen van Zuid-Amerika.
- Cuscuta friesii Yunck.: Argentinië.
- Cuscuta glabrior (Engelm.) Yunck.: New Mexico naar Oklahoma en het noordoosten van Mexico.
- Cuscuta globiflora Engelm.: Peru naar het noordwesten van Argentinië.
- Cuscuta globulosa Benth.: Mexico en de Caraïben.
- Cuscuta glomerata Choisy: Centraal- en Oost-VS.
- Cuscuta gracillima Engelm.: Mexico naar Costa Rica.
- Cuscuta grandiflora Kunth: van de Andes tot het noordwesten van Argentinië.
- Cuscuta gronovii Willd. Ex Schult.: Het komt oorspronkelijk voor in drie varianten in Canada, de VS en op Hispaniola.
- Cuscuta gymnocarpa Engelm.: Galapagos Islands.
- Cuscuta harperi Small: Noordwest Alabama.
- Cuscuta haughtii Yunck.: Ecuador naar Peru.
- Cuscuta howelliana P.Rubtzov: Californië.
- Cuscuta hyalina Roth ex Schult.: Ethiopië naar zuidelijk Afrika, Kaapverdië, Turkije en Afghanistan naar het Indiase subcontinent
- Cuscuta incurvata Progel: Zuidoost-Brazilië en Paraguay.
- Cuscuta indecora Choisy: Het komt voor in vier varianten van de VS tot Colombia en in het Caribisch gebied.
- Cuscuta jalapensis Schltdl.: Mexico naar Guatemala.
- Cuscuta kilimanjari Oliv.: Het komt voor in drie varianten van Ethiopië tot Zuid-Afrika en Madagaskar.
- Cuscuta leptantha Engelm.: VS tot noordwest Mexico.
- Cuscuta liliputana Costea & Stefanović: Arizona naar Texas.
- Cuscuta lindsayi Wiggins: Mexico.
- Cuscuta macrocephala Conductor ex Yuncker: Noord- en West-Mexico.
- Cuscuta macvaughii Yunck.: Zuidwest-Mexico.
- Cuscuta micrantha Choisy: Komt voor in drie varianten in Chili.
- Cuscuta microstyla Engelm.: Chili naar het westen van Argentinië.
- Cuscuta mitriformis Engelm. Ex Hemsl.: Arizona naar New Mexico en Mexico.
- Cuscuta nevadensis I.M.Johnst.: Nevada.
- Cuscuta obtusiflora Kunth: Het komt voor in twee ondersoorten en twee variëteiten van de VS tot tropisch Amerika, in Eritrea en in Indochina.
- Cuscuta occidentalis Millsp.: West-Verenigde Staten en Noordwest-Mexico.
- Cuscuta odontolepis Engelm.: Zuid-Arizona tot Noord-Mexico.
- Cuscuta odorata Ruiz & Pav.: Komt voor in vier varianten van Ecuador tot Brazilië en Zuid-Zuid-Amerika.
- Cuscuta paitana Yunck.: Peru.
- Cuscuta parodiana Yunck.: Zuid-Bolivia tot noordwestelijk Argentinië.
- Cuscuta partita Choisy: Caribisch tot tropisch Zuid-Amerika.
- Cuscuta parviflora Engelm.: Brazilië.
- Cuscuta pentagona Engelm.: Noord-Amerika naar Belize, plus Cuba.
- Cuscuta plattensis A.Nelson: Wyoming.
- Cuscuta platyloba Progel: Bolivia naar Brazilië en het noordoosten van Argentinië.
- Cuscuta polyanthemos Conductor ex Yuncker: Noordwest-Mexico.
- Cuscuta polygonorum Engelm.: Oost-Canada naar Midden- en Oost-VS.
- Cuscuta potosina Conductor ex S.Watson: Mexico.
- Cuscuta prismatica Pav. Ex Choisy: Ecuador.
- Cuscuta punana Costea & Stefanović: Ecuador.
- Cuscuta purpurata Phil.: Chili.
- Cuscuta purpusii Yunck.: Noordoost-Mexico.
- Cuscuta racemosa Mart.: Komt voor in drie varianten in Brazilië.
- Cuscuta rostrata Shuttlew. Ex Engelm. & A.Gray: East-central USA.
- Cuscuta rugosiceps Yunck.: Mexico naar Guatemala.
- Cuscuta runyonii Yunck.: Zuid-Texas.
- Cuscuta salina Engelm.: Zuidelijke VS tot noordwestelijk Mexico.
- Cuscuta sandwichiana Choisy: Hawaii.
- Cuscuta sidarum Liebm.: Zuid-Mexico naar Costa Rica, Venezuela.
- Cuscuta squamata Engelm.: Zuidelijke VS tot noordoost Mexico.
- Cuscuta stenolepis Engelm.: Ecuador naar Peru.
- Cuscuta strobilacea Liebm.: Mexico naar Midden-Amerika.
- Cuscuta suaveolens Ser.: Zuid-Brazilië tot Zuid-Zuid-Amerika.
- Cuscuta suksdorfii Yunck.: Washington naar Californië.
- Cuscuta tasmanica Engelm.: Zuid-Australië.
- Cuscuta tinctoria Mart. Ex Engelm. (Syn.:  Cuscuta aurea  Liebm.,  Cuscuta floribunda  Kunth): Komt voor in vier varianten in Mexico en Guatemala.
- Cuscuta tuberculata Brandegee: Zuid-Arizona tot het zuiden van New Mexico en het noordwesten van Mexico.
- Cuscuta umbellata Kunth: Het komt voor in twee variëteiten van Colorado tot Mexico, van Panama tot het noorden van Zuid-Amerika, in het Caribisch gebied, in het noordoosten van Brazilië en in Paraguay.
- Cuscuta umbrosa Beyr. Ex Hook.: Canada en de VS.
- Cuscuta vandevenderi Costea & Stefanović: Mexico.
- Cuscuta veatchii Brandegee: Baja California.
- Cuscuta victoriana Yunck.: Australië.
- Cuscuta warneri Yunck.: West-Utah tot centraal New Mexico.
- Cuscuta werdermannii Hunz.: Chili.
- Cuscuta woodsonii Yunck.: Mexico en Panama.
- Cuscuta xanthochortos Mart. Ex Engelm.: Komt voor in vier varianten van Zuid-Brazilië tot Noordoost-Argentinië.
- Cuscuta yucatana Yunck.: Het komt voor van Mexico tot Guatemala.

Andere typen tijdelijk zonder systematische toewijzing
- Cuscuta acutiloba Engelm.: Peru en Bolivia.
- Cuscuta alata Brandegee: Noord-Mexico.
- Cuscuta alatiloba Yunck.: Noordwest-Argentinië.
- Cuscuta americana L.: Tropisch en subtropisch Amerika.
- Cuscuta andina Phil.: Chili tot noordwest Argentinië.
- Cuscuta appendiculata Engelm.: Zuidelijk Afrika.
- Cuscuta argentinana Yunck.: Noordwest-Argentinië.
- Cuscuta azteca Costea & Stefanović: Arizona naar New Mexico en Mexico.
- Cuscuta basarabica Buia: Roemenië en Oekraïne.
- Cuscuta bella Yunck.: Peru.
- Cuscuta blepharolepis Welw. Ex Here: Guinee en Angola.
- Cuscuta boliviana Yunck.: Het komt voor in twee varianten van Bolivia tot Zuid-Brazilië en Noord-Argentinië.
- Cuscuta bonafortunae Costea & I.García: Mexico.
- Cuscuta brachycalyx (Yunck.) Yunck.: West-VS.
- Cuscuta bracteata Engelm.: Brazilië.
- Cuscuta bucharica Palib.: Centraal-Azië.
- Cuscuta callinema Butkov: Centraal-Azië.
- Cuscuta camelorum Pavlov: Kazachstan.
- Cuscuta carnosa Costea & I.García: Noordoost-Mexico.
- Cuscuta cassytoides Nees ex Engelm.: Ethiopië naar zuidelijk Afrika en Madagaskar.
- Cuscuta chittagongensis Sengupta, M.S.Khan & Huq: Bangladesh.
- Cuscuta choisiana Yunck.: Mexico.
- Cuscuta convallariiflora Pavlov: Centraal-Azië.
- Cuscuta dentatasquamata Yunck.: Mexico.
- Cuscuta draconella Costea & Stefanović: VS.
- Cuscuta durangana Yunck.: Noordoost-Mexico.
- Cuscuta elpassiana Pavlov: Centraal-Azië.
- Cuscuta exaltata Engelm.: Florida en Texas.
- Cuscuta ferganensis Butkov: Centraal-Azië.
- Cuscuta flossdorfii Hicken: Noord-Argentinië. Er zijn vier varianten.
- Cuscuta gennesaretana Sroëlov ex Feinbr. & S.Taub: Ze komt in Palestina en in het gebied van Syrië en Libanon ervoor.
- Cuscuta gerrardii Baker: KwaZulu-Natal.
- Cuscuta gigantea Handle.: Iran naar Centraal-Azië en de Himalaya. Er zijn twee varianten:
- Cuscuta globosa Ridl.: Noordoost-Brazilië.
- Cuscuta goyaziana Yunck.: Brazilië.
- Cuscuta hitchcockii Yunck.: Peru.
- Cuscuta iguanella Costea & I.García: Mexico.
- Cuscuta insolita Costea & I.García: Mexico.
- Cuscuta insquamata Yunck.: Het komt voor in twee varianten van Zuid-Bolivia tot Noordwest-Argentinië.
- Cuscuta jepsonii Yunck.: Californië.
- Cuscuta karatavica Pavlov: Kazachstan.
- Cuscuta lacerata Yunck.: Mexico.
- Cuscuta legitima Costea & Stefanović: Arizona naar Kansas en Noord-Mexico.
- Cuscuta letourneuxii Trot.: Algerije.
- Cuscuta longiloba Yunck.: Paraguay.
- Cuscuta lophosepala Butkov: Centraal-Azië.
- Cuscuta lucidicarpa Yunck.: Peru.
- Cuscuta macrolepis R.C.Fang & S.H. Huang: Tibet.
- Cuscuta maroccana Trot.: Marokko.
- Cuscuta membranacea Yunck.: Noord-Argentinië.
- Cuscuta mesatlantica Dobignard: Marokko.
- Cuscuta mexicana Yunck.: Mexico.
- Cuscuta montana Costea & Stefanović: Mexico.
- Cuscuta obtusata (Engelm.) Trot.: Zuid-Turkije.
- Cuscuta orbiculata Yunck.: Brazilië.
- Cuscuta ortegana Yunck.: Mexico.
- Cuscuta pacifica Costea & Stefanović: Het komt voor in twee varianten van West-Canada tot Noordwest-Mexico.
- Cuscuta palustris Yunck.: Mexico.
- Cuscuta pamirica Butkov: Centraal-Azië.
- Cuscuta pauciflora Phil.: Chili naar Zuid-Argentinië.
- Cuscuta peruviana Yunck.: Peru.
- Cuscuta pusilla Phil. Ex Yunck.: Chili.
- Cuscuta reflexa Roxb.: Het komt voor in twee varianten van Afghanistan tot Indochina en op Java.
- Cuscuta rojasii Hunz.: Bolivia naar Paraguay.
- Cuscuta rostricarpa Yunck.: Algerije.
- Cuscuta rotundiflora Hunz.: Noordwest-Argentinië.
- Cuscuta rubella Yunck.: Peru.
- Cuscuta ruschanica Yunusov: Centraal-Azië.
- Cuscuta rustica Hunz.: Chili.
- Cuscuta santapaui Banerji & S.Das: Nepal en Assam.
- Cuscuta scandens Bread.: Centraal-Europa tot de Middellandse Zee, tropisch en zuidelijk Afrika, Madagaskar en de Himalaya tot Korea.
- Cuscuta schlechteri Yunck.: Kameroen.
- Cuscuta serrata Yunck.: Brazilië.
- Cuscuta sharmanum Mukerjee & P.K.Bhattach.: India.
- Cuscuta stenocalycina Palib.: Centraal-Azië.
- Cuscuta syrtorum Arbajeva: Centraal-Azië.
- Cuscuta tatei Yunck.: Centraal Australië.
- Cuscuta timida Costea & Stefanović: Mexico.
- Cuscuta timorensis Decne. Ex Engelm.: Java naar de Kleine Soenda-eilanden, Nieuw-Caledonië.
- Cuscuta tolteca Costea & Stefanović: Mexico en Guatemala.
- Cuscuta trichostyla Engelm.: Panama en Noord-Brazilië.
- Cuscuta violacea Rajput & Syeda: Pakistan.
- Cuscuta volcanica Costea & I.García: Het komt voor in het zuidwesten van Mexico.
- Cuscuta yunckeriana Hunz.: Komt voor in Argentinië.

De volgende soorten komen in België en Nederland voor:
- Groot warkruid (Cuscuta europaea)
- Hopwarkruid (Cuscuta lupuliformis)
- Klein warkruid (Cuscuta epithymum)
- Oeverwarkruid (Cuscuta gronovii)
- Veldwarkruid (Cuscuta campestris)

Cuscuta suavolens komt adventief voor in België.
Verdwenen uit België en Nederland:
- Vlaswarkruid (Cuscuta epilinum)